# Сандстром, Тама
Тама Сандстром  (англ. Tama Sundstrom; род. 19 июля 1968 года в Глен-Эллине, Иллинойс) — американская конькобежка, специализирующаяся в конькобежном спорте и шорт-треке. Чемпионка США в спринтерском многоборье и 4-кратная призёр чемпионатов США. Выступала за клуб "Glen Ellyn club".

## Биография
Тама Сандстром начала кататься на коньках в возрасте 12-ти лет вместе с двумя младшими сёстрами Шаной и Бекки. Их мама, Лиза работала ландшафтным дизайнером, а отец, Крис, в сфере корпоративного развития. Все трое начинали в шорт-треке в клубе "Glen Ellyn club" у тренера Элизы Бринич. Отец был помощником тренера и часто тренировал девочек, а мама умела хорошо затачивать коньки. В 14 лет Тама перешла из шорт-трека в конькобежный спорт.  
Она каталась на чемпионатах США с 1983 года, а с 1985 года на юниорских чемпионатах мира. В 1986 году она окончила среднюю школу "Glenbard West". В декабре 1987 года Тама не смогла пройти квалификацию на олимпийские игры, заняв лучшее 8-е место в беге на 3000 м. В 1989 году дебютировала на Кубке мира и на чемпионате мира в классическом многоборье, где заняла 22-е место. В 1990 году она впервые попала на подиум чемпионата США в многоборье, заняв 3-е место. В 1991 году на чемпионате мира в классическом многоборье финишировала 26-й, а следом участвовала на зимней Универсиаде в Саппоро.
В 1991 году Тама вновь не смогла пройти олимпийский отбор на олимпиаду 1992 года. В 1993 году она выиграла чемпионат США в спринтерском многоборье и стала третьей в классическом и на чемпионате мира в классическом многоборье в Берлине заняла 25-е место. В январе 1994 года в третий раз не прошла отбор на олимпиаду, что психологически сильно её подавило. Следующий сезон почти полностью она пропустила. В 1996 году, после третьего места в многоборье на чемпионате США она участвовала на чемпионате мира в классическом многоборье в Инцелле и поднялась на 15-е место. В марте на чемпионате мира на отдельных дистанциях в Хамаре финишировала 15-й в забеге на 1500 м.
Тама Сандстром в сезоне 1996/97 заняла 3-е место на чемпионате США в спринте, а в марте 1997 года на чемпионате мира на отдельных дистанциях в Варшаве заняла 20-е место на дистанции 1500 м. В январе 1998 года она была совсем близко, чтобы пройти в олимпийскую сборную, но в забеге на 500 м заняла 4-е место. Ей не хватило всего одного места. Через год на чемпионате США стала 5-й в спринте, после чего решила завершить карьеру спортсменки.

## Личная жизнь
Тама Сандстром тренировала юниоров во время одного из периодов отдыха в своей спортивной карьере. В настоящее время вместе с Ником Томецом, с сёстрами, отцом Крисом и матерью Лизой тренирует детей в конькобежном клубе "Mountain View Speedskating Club" в американском Ванкувере. Родители, Лиза и Крис, несколько лет назад переехали в Ванкувер из пригорода Чикаго и основали строительную компанию "Evergreen Homes NW"